# Arseen

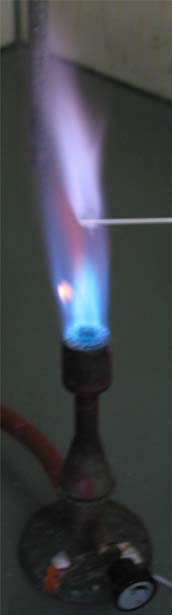
Atomaire-emissiespectrometrie van arseen

Arseen of arsenicum, symbool As, is het 33ste element in het periodiek systeem der elementen. De elektronenconfiguratie is [Ar] 3d10 4s2 4p3 waardoor arseen zich in de stikstofgroep bevindt (de buitenste schil is de p-schil). Arseen is een metalloïde met als atoommassa 74,92u. Van de 33 isotopen van arseen is er slechts één stabiel (75As), de overige zijn radioactief. Arseen is gevaarlijk voor de menselijke gezondheid in te hoge concentraties. Anderzijds is arseen een essentieel mineraal voor het menselijke lichaam en dat van andere zoogdieren.

## Ontdekking
Vermoedelijk heeft Albertus Magnus in 1250 het element voor het eerst geïsoleerd. In 1649 beschreef Johann Schröder twee manieren om arseen te isoleren.
De naam arsenicum komt via het Griekse Αρσενικόν (arsenikon) uit het Arabisch, az-zernikh met als betekenis geel orpiment. Ook zou het verwant zijn aan het Griekse woord Αρσενικός, (arsenikos, mannelijk, potent), omdat men meende dat metalen zowel mannelijk als vrouwelijk konden zijn.

## Allotropie
De bekendste vorm is grijs arseen. Het heeft een structuur die te vergelijken is met een gebochelde vorm van de grafietstructuur. De dampfase bevat As4-moleculen, te vergelijken met die van witte fosfor. De damp kan bij lage temperaturen gecondenseerd worden tot een moleculaire gele allotroop die de grootste giftigheid en reactiviteit vertoont. Net als witte fosfor is geel arseen lichtgevoelig; het gaat onder invloed van licht over in de grijze vorm. Naast deze twee vormen is er ook nog een zwarte fase die een structuur heeft die te vergelijken is met die van rode fosfor.

## Opmerkelijke eigenschappen
Wanneer arseen verhit wordt, oxideert het snel tot arseen(III)oxide (As2O3), dat een opmerkelijke knoflooklucht heeft. Arseen en sommige arseenverbindingen kunnen sublimeren. Het kan in twee verschillende vormen voorkomen: geel en grijs. De gele variant heeft een veel kleinere dichtheid (1970 kg·m−3) dan de meest voorkomende grijze variant (5780 kg·m−3).
Chemisch gezien vertoont arseen veel overeenkomsten met fosfor. In 2010 presenteerde NASA de onderzoeksresultaten van een team onder leiding van Felisa Wolfe-Simon waaruit zou blijken dat een bepaalde extremofiele bacterie, GFAJ-1, die voorkomt in Mono Lake in Californië, arseen als vervanger voor fosfor gebruikt in zijn DNA. Nader onderzoek door skeptici waaronder Rosie Redfield toonde aan dat, hoewel de bacterie goed bestand was tegen het giftige arseen, het nog altijd afhankelijk was van fosfor voor de opbouw van zijn DNA.
De publicatie van  Wolfe-Simon werd in 2025 teruggetrokken. Anderzijds is er in ieder geval één biogene polyarseenverbinding beschreven: arsenicine A.

## Verschijning
Arseen, dat meestal gebonden is aan andere elementen, komt voor in zowel organische (in planten en dierenweefsels) als anorganische (in gesteenten, aarde of opgelost in water) vorm. De belangrijkste arseenbron is het mineraal arsenopyriet (FeSAs), waaruit bij verhitting arseen sublimeert. In lage concentraties komt arseen vrijwel overal op aarde in de bodem voor. Bij deze concentraties is arseen niet winbaar op commerciële schaal. De belangrijkste bronnen bevinden zich in Rusland, China, Zweden en Mexico. In India en Bangladesh is men voor drinkwater veelal afhankelijk van grondwater met een hoog arseengehalte. Daardoor komt er in beide landen veel chronische arseenvergiftiging voor, waar jaarlijks veel mensen aan sterven.

## Isotopen
| Stabielste isotopen | Stabielste isotopen | Stabielste isotopen      | Stabielste isotopen      | Stabielste isotopen      | Stabielste isotopen      |
| Iso                 | RA (%)              | Halveringstijd           | VV                       | VE (MeV)                 | VP                       |
| ------------------- | ------------------- | ------------------------ | ------------------------ | ------------------------ | ------------------------ |
| 73As                | syn                 | 80,30 d                  | EV                       | 1,593                    | 73Ge                     |
| 74As                | syn                 | 17,77 d                  | β− en β+                 | 2,562                    | 74Se                     |
| 75As                | 100                 | stabiel met 42 neutronen | stabiel met 42 neutronen | stabiel met 42 neutronen | stabiel met 42 neutronen |
| 76As                | syn                 | 1,0778 d                 | β−                       | 2,962                    | 76Se                     |

Van arseen komt één stabiel isotoop voor. Er is een aantal radioactieve isotopen bekend, maar daarvoor zijn vrijwel geen toepassingen.

## Toxicologie en veiligheid
Arseen en veel arseenverbindingen zoals arseen(III)oxide (rattenkruit) zijn extreem giftig. Binnen het menselijk lichaam richt het verwoestingen aan in het spijsverteringskanaal, veelal met dodelijke afloop. Toediening van kleine hoeveelheden over een lange tijd veroorzaakt symptomen die op een natuurlijke maag-darmontsteking lijken.

## Toepassingen

### Hedendaagse toepassingen
- Ultrazuiver arseen wordt gebruikt voor het doteren van silicium voor halfgeleiders en voor de productie van galliumarsenide (GaAs) en indiumarsenide (InAs).
- In de voedselketen komt arseen in toenemende mate voor in consumptieartikelen, zoals rijst(producten)[8] en zeevruchten.
- Arseentrioxide wordt in de hematologie gebruikt om sommige vormen van leukemie te bestrijden, wanneer patiënten immuun zijn (geworden) voor andere middelen.
- In de geneeskunde is arseen waardevol gebleken bij de behandeling van syfilis, in het middel salvarsan.

### Vroegere toepassingen
- Rattenkruit, een verbinding van arsenicum en zuurstof, was een zeer bekend gif om ratten en muizen te bestrijden.
- Tot in de 20e eeuw werd loodarsenaat, de naam is chemisch gezien een misverstand, het gaat om lood(II)waterstofarsenaat ({\displaystyle {\ce {PbHAsO4}}}), als pesticide gebruikt in de fruitteelt. Wegens de schadelijke gevolgen hiervan voor de sproeiers is men later op andere middelen overgestapt.
- In de 19e eeuw werd koperarsenaat als kleurstof gebruikt in snoepgoed.
- Arseen was vroeger een bestanddeel van tonica.
- Arseen werd aanvankelijk gebruikt als legeringselement met koper om arseen-brons te vormen.

#### Arseen als moordwapen
Omdat het vrijwel niet te detecteren was, zijn in het verleden veel moorden gepleegd door de slachtoffers te vergiftigen met arseenverbindingen. Arseen is wellicht de stof die in de geschiedenis voor gifmoord het meest werd gebruikt. Verondersteld wordt wel dat Napoleon Bonaparte op deze wijze aan zijn einde is gekomen; bij onderzoek bleek dat zijn lichaam grote hoeveelheden arseen bevatte. Italiaans onderzoek in 2008 heeft echter aangetoond dat mensen in Napoleons tijd aan 100 maal hogere doses arseen blootstonden dan tegenwoordig. Dit zou komen omdat arseen toen veel gebruikt werd in bijvoorbeeld lijm en verf. Napoleon bleek geen hogere hoeveelheid arseen in zijn lichaam te hebben gehad dan zijn vrouw en zoon. Pas na de uitvinding van de marshtest werd het mogelijk om zelfs zeer lage concentraties van dit element aan te tonen. Daar arseen in de haren en nagels wordt opgeslagen, kan het, ook lang na de dood, in het laboratorium aangetoond worden.

#### Als prepareermiddel
In de taxidermie, het opzetten van een dier, werd arseen gebruikt om geprepareerde specimina te beschermen tegen insecten zoals motten, het spekkevertje en de museumkever. De toepassing was niet zozeer gericht op het weghouden van insecten, maar veeleer op het doden ervan alvorens ze hun vernietigende werk konden voortzetten.
Bij het prepareren gebruikte men, afhankelijk van het soort op te zetten dier, een pasta die bestond uit arseen, zeepvlokken, water, kamfer, krijt en kalium. Deze pasta werd na het villen met behulp van een penseel aangebracht. Deze methode werd vooral voor kleine specimina gebruikt, van vogels tot maximaal de maat van een vos. Bij grotere dieren werden de huiden eerst gelooid, waarna een laagje van deze pasta aan de binnenzijde werd aangebracht. Ook werd de huid wel gedompeld in een bad met arseen.
Het gebruik van arseen heeft bij taxidermisten in vroeger tijden legio gevallen van blindheid en zwerende wonden veroorzaakt. Wegens de hoge toxiciteit wordt de stof door taxidermisten vrijwel niet meer gebruikt. Er zijn nu producten in de handel die minstens even doeltreffend zijn, zonder de risico's van arseen.